# Министерство здравоохранения Пуэрто-Рико
Министерство здравоохранения Пуэрто-Рико (исп. Departamento de Salud de Puerto Rico; англ. Department of Health of Puerto Rico) было создано согласно Статье 4 Раздела 6 Конституции Пуэрто-Рико. Его возглавляет министр здравоохранения, назначаемый губернатором Пуэрто-Рико и требует совета и согласия сената Пуэрто-Рико. Министр здравоохранения является восьмым по рангу среди министров государства.
В подчинении у министерства работает Пуэрто-риканское управление по вопросам психического здоровья и антинаркологических служб (ASSMCA; исп. Administración de Servicios de Salud Mental y Contra la Adicción; англ. Administration of Mental Health and Anti-Addiction Services), связанная с Управлением наркологических и психиатрических служб Министерства здравоохранения и социальных служб США.

## Министры
Ниже приведён список министров здравоохранения Пуэрто-Рико начиная с 1970 году. Цвет указывает на партийную принадлежность:  НДП и  НПП.
| Фамилия             | Годы                | Партия | Назначил                 | Принадлежность |
| ------------------- | ------------------- | ------ | ------------------------ | -------------- |
| Луис Искьердо Мора  | 1970-е              | НПП    | Луис А. Ферре            | Республиканец  |
| Хайме Ривера Дуэньо | 1980-е              | НПП    | Карлос Ромеро Барсело    | Демократ       |
| Кармен Фелисиано    | 1993—2000           | НПП    | Педро Россельо           | Демократ       |
| Джон В. Рульян      | 2001—2004           | НДП    | Сила Мария Кальдерон     | Демократ       |
| Роса Перес Пердомо  | 2005—2008           | НДП    | Анибаль Асеведо Вила     | Демократ       |
| Джон В. Рульян      | 2008                | НДП    | Анибаль Асеведо Вила     | Демократ       |
| Лоренцо Гонсалес    | 2009—2013           | НПП    | Луис Фортуньо            | Демократ       |
| Франсиско Хоглар    | 2013                | НДП    | Алехандро Гарсия Падилья | Демократ       |
| Ана Руис Армендарис | 2013—по наст. время | НДП    | Алехандро Гарсия Падилья | Демократ       |